# Cojoba (banda)
Cojoba es una banda de hardcore punk, que ha estado activa constantemente desde el 1995, usa la música como un arma de difusión ideológica, más concretamente de difusión anarquista. El grupo, que se formó en Puerto Rico en el 1995, reside en la ciudad de Nueva York desde el 2006, donde continúa activa con conciertos casi todas las semanas.

## Biografía
Cojoba surgió espontáneamente en agosto de 1995 en repudio al conformismo musical que propagaba el boom del Rock en Español (Embuste.Esta gente cantaban en inglés antes. Cuando vieron que todo el mundo comenzó a cantar en español fue que formaron Cojoba) y su moda homogeneizante. Desde un principio las líricas de Cojoba han hecho un llamado a romper con el statu quo(lo establecido) y a reflexionar sobre los roles que pretenden definir cuales deben ser los valores, metas y sueños de cada individuo. Además, estas líricas provocan interés hacia los problemas políticos y sociales que torturan a la humanidad y que no pueden ser ignorados, ya que ignorarlos nos convierte en cómplices.
Para el verano del 1996, ya Cojoba contaba con su primer casete autogestionado, titulado "Espíritu de Punk". Esta grabación dejó establecida su participación en la historia musical subterránea de Puerto Rico y recibió impresionantes (Por favor....) reseñas en revistas como Maximum Rock n' Roll (USA) e International Straight Edge Bulletin (Francia). Esta exposición les permitió participar en varias recopilaciones extranjeras.
A principios de 1999, salió a la calle el segundo casete de Cojoba, titulado "Vienen por Nosotros". Este título fue inspirado por la brutalidad policiaca que sufrieron en la pasada huelga general en contra de la privatización. Esta grabación, que también fue autogestionada, cuenta con un mejor sonido y con unas líricas más serias, concentradas en lo político. Algunas de las canciones de este casete aparecen en diversas recopilaciones.
En el 2000 Cojoba se va de gira fuera de Puerto Rico por primera vez, cuando con la ayuda de la legendaria banda punk Apatía No, viajan a Venezuela.
En el 2001 sale el CD "Jugando con Fuego", donde la banda introduce un sonido mucho más rápido y potente, con un toque más thrashero.
En el 2002 Cojoba sale de gira nuevamente, esta vez a España, Francia y Bélgica, donde tocan 10 conciertos en 12 ciudades.
En el 2003 sale otro CD, el "Sin Excusas", donde la banda retoma el ritmo punk rock sin dejar atrás la influencia thrash.
Asidua de las giras, Cojoba retorna a España ese año a tocar por dos semanas. Pero las giras no pararon ahí. Antes de sacar su CD "Más allá del cielo" en el 2007, Cojoba había salido a tocar varias veces por los Estados Unidos, en los estados de Nueva York, Massachusetts, Maryland, Virginia y Chicago.
En el 2008, cuando ya la banda estaba establecida en Nueva York, se va de gira a Colombia, más precisamente a las ciudades de Bogotá, Manizales y Medellín. Esta gira contó con la ayuda del colectivo bogotano Bajo La Sombra. 
Por el momento, en lo que preparan material para su próxima grabación, Cojoba se encuentra ensayando y tocando en Nueva York y alrededores, firmes en su compromiso con la ética D.I.Y. y la verdadera escena Hardcore Punk...
Sin auspicios comerciales ni disqueras multinacionales.

## Discografía
- "Espíritu de Punk: casete. 1996. Anaconda Records.
- Destruye el sexismo: Casete recopilatorio de bandas con mujeres. 1997. Civilización Violenta, Argentina. Canción: Hueliendo Pega.
- Cry Now, Cry Later Vol. 2: CD recopilatorio. 1997. Pessimiser Records, California. Canción: Hueliendo Pega.
- Zinevergüenza 7.5: Casete recopilatorio con bandas de P.R. 1997. Anaconda Records.Canciones: Al garete, La caída.
- Underground Invasion Vol. 1: CD recopilatorio. 1998. Beer City Records, Wisconsin. Canción: Vienen por Nosotros.
- New Days Rising: CD recopilatorio.

1998. Y. Boislève, Francia. Canciones: Destino Manifiesto, La Caída, Gente Olvidada, Al Garete.
- Vienen por Nosotros: Casete. 1998. Anaconda Records.
- Allan McNaughton Project: Disco recopilatorio 7". 1999. Beer City Records, Wisconsin. Canción: Políticos Presos.
- Escondidos en la Sociedad: Casete recopilatorio con bandas de P.R. 1999. Wagui Records, Cidra, Puerto Rico. Canción: Los Plebeyos.
- Chaos Core II: CD recopilatorio. 2000. 3C.R.C. Records, Francia. Canción: Y así será.
- Simulacro: Casete. 2000. Anaconda Records.
- Jugando con Fuego: CD. 2001. Anaconda Records.
- Sin Fronteras Ni Banderas: CD recopilatorio. 2001. Chivolo Diskos, Ecuador.
- Against Sexism & Racism: Casete recopilatorio internacional. 2001. AMAN Recs., Malasia.
- Rompe la Incomunicación: CD recopilatorio de bandas cantando en castellano. 2002. Mala Raza y Radio Topo, España.
- El Arte de la Irreverencia: 7" EP. 2002. New Wave Records, Francia.
- Solidaridad con Voz y Ruido: CD recopilatorio internacional de grupos con mujeres. 2002. Anar-rca, Puerto Rico.
- Uniendo Fronteras: CD recopilatorio internacional. 2002. Beneficio Interno, Costa Rica.
- Already too much blood on science hands: CD recopilatorio en beneficio a los derechos animales. 2002. Counteract Recs., Francia.
- Espíritu de Punk/Vienen por Nosotros: CD. 2002. Boileve Records, Francia.
- Sin Excusas: CD. 2003. Anaconda Records.
- Toksiko 'zine: CD recopilatorio con grupos españoles en su mayoría. 2003. Toksiko, España.
- Punk Occupation #3: CD recopilatorio internacional. 2003. Rusia.
- Su lucha, la nuestra: Cass. recopilatorio de grupos internacionales. 2003. Pozoin Banaketak, Euskadi.
- Cojoba & M.I.G.R.A.: Cass. compartido con un grupo de Venezuela. 2003. Chilas Distro, Venezuela.
- Sonidos para reactivar la revolución: CD recopilatorio de grupos punk latinoamericanos. 2004. Persistencia Recs., Colombia.
- Nuestras voces son sus pesadillas: CD recopilatorio a beneficio de Radio Bronka. 2004. Barcelona, Cataluña.
- Short, Fast and Loud: CD recopilatorio con bandas que integran mujeres. 2004. Short, Fast and Loud 'zine, California.
- Musika...beste borroka modu bat da: VHS con grupos que han tocado en gastetxes y centros sociales de Euskal Herria. 2004(?).Zirikatu, Euskal Herria.
- 512 años después, el saqueo continua: CD recopilatorio a beneficio de los indígenas Pemones de Venezuela, 2005. Noseke Recs., Alemania.
- Más allá del cielo; CD. 2007, Anaconda Records.
- Maldito cielo rojo, (Cojoba/ Angela Chaning) CD. 2007, Mala Raza, Zaragoza.